# STS-97
STS-97, voluit Space Transportation System-97, was een spaceshuttlemissie van de Endeavour naar het Internationaal ruimtestation ISS. Naast materiaal vervoerde de vlucht de bemanningsleden om te helpen met het installeren van de nieuwe zonnepanelen.

## Bemanning
| Positie            | Lancering                          | Landing                            |                                |
| ------------------ | ---------------------------------- | ---------------------------------- | ------------------------------ |
| Bevelhebber        | Brent Jett 3e ruimtevlucht         | Brent Jett 3e ruimtevlucht         |                                |
| Piloot             | Michael Bloomfield 2e ruimtevlucht | Michael Bloomfield 2e ruimtevlucht |                                |
| Missiespecialist 1 | Joseph Tanner 3e ruimtevlucht      | Joseph Tanner 3e ruimtevlucht      |                                |
| Missiespecialist 2 | Marc Garneau 3e ruimtevlucht       | Marc Garneau 3e ruimtevlucht       | Marc Garneau 3e ruimtevlucht   |
| Missiespecialist 3 | Carlos Noriega 2e ruimtevlucht     | Carlos Noriega 2e ruimtevlucht     | Carlos Noriega 2e ruimtevlucht |

## Media

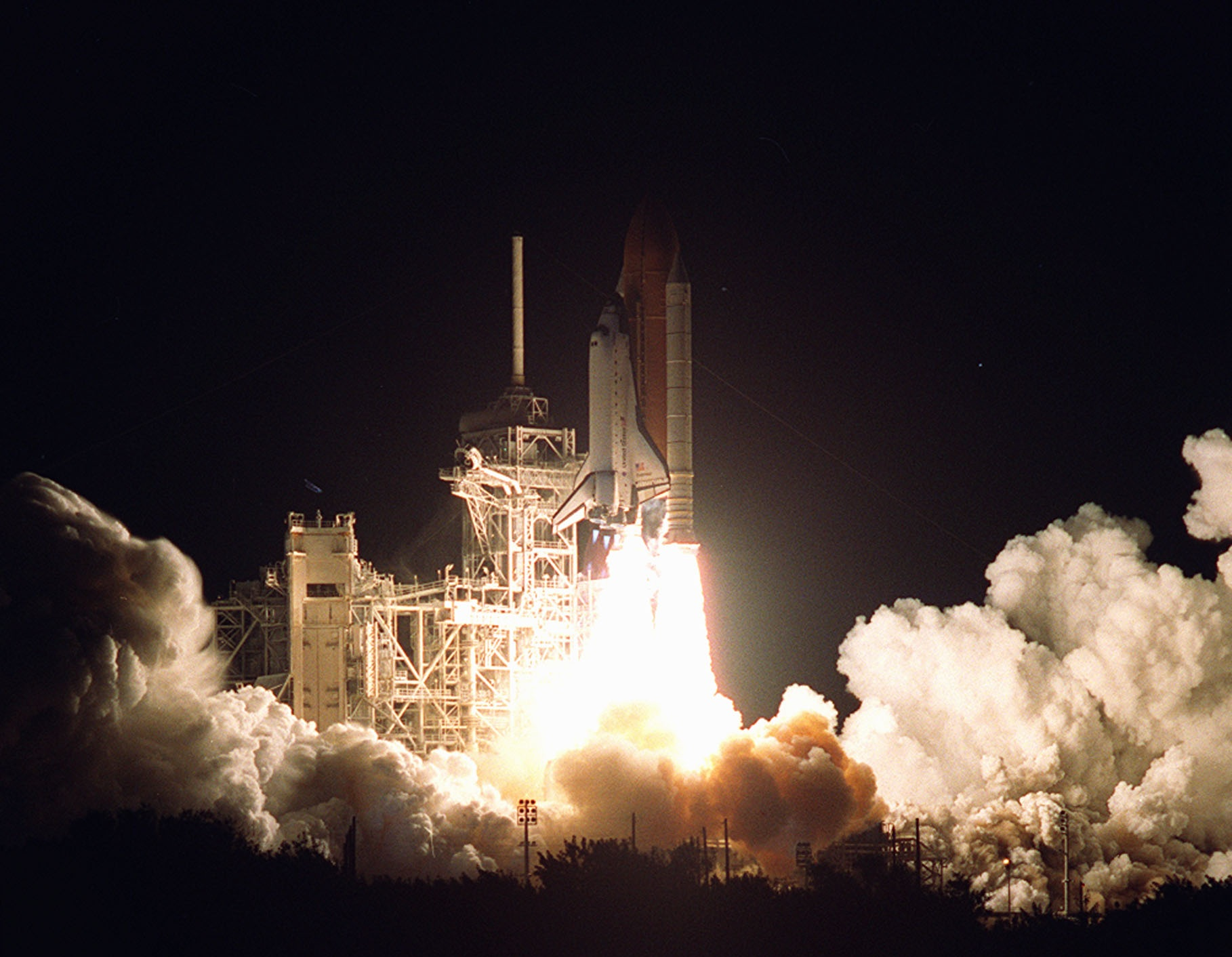
Lancering
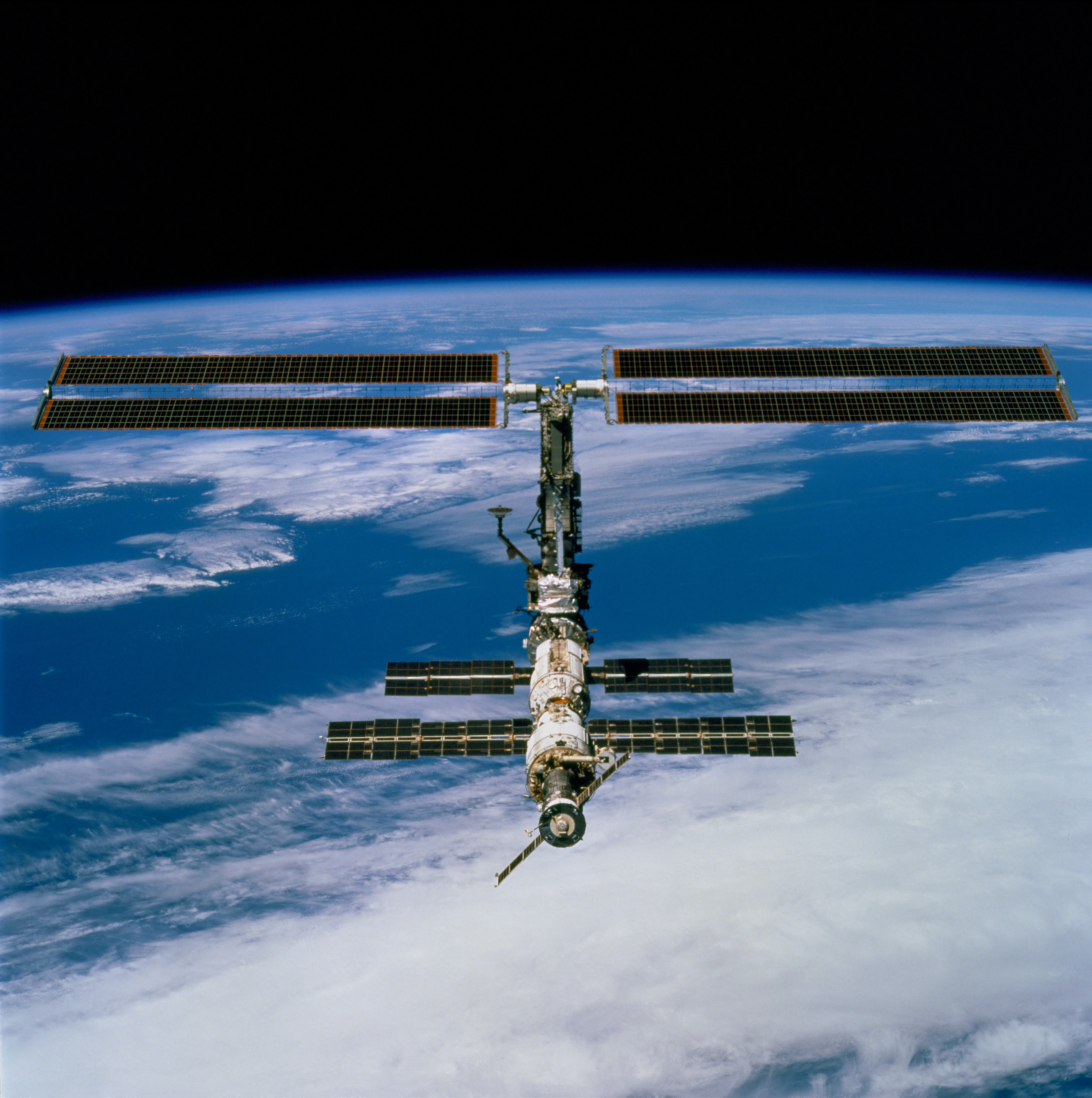
Nieuwe zonnepanelen (boven)

STS-49 · STS-47 · STS-54 · STS-57 · STS-61 · STS-59 · STS-68 · STS-67 · STS-69 · STS-72 · STS-77 · STS-89 · STS-88 · STS-99 · STS-97 · STS-100 · STS-108 · STS-111 · STS-113 · STS-118 · STS-123 · STS-126 · STS-127 · STS-130 · STS-134